# Charles King (politiker)
Charles Duncan Burgess King, född 12 mars 1871, död 1961, var Liberias president från den 5 januari 1920 till den 3 december 1930. Han tillhörde True Whig Party, det parti som styrde landet åren 1878–1980. King finns med i Guiness rekordbok för det mest falska valet som rapporterats i historien efter att han 1927 vann presidentvalet med över 15 gånger fler röster än det fanns elektorer. Han tvingades avgå 1930 efter en skandal relaterad till tvångsarbete och slaveri.